# Etelka Gerster

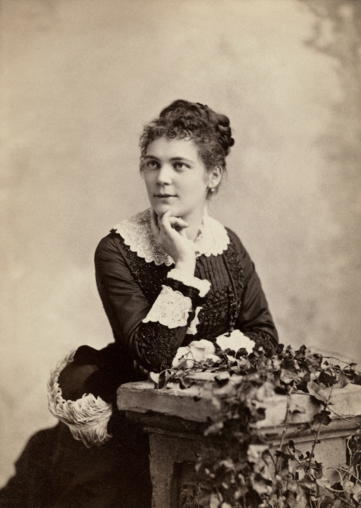
Elka Gerster

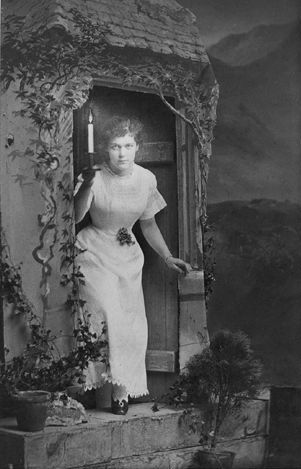
Elka Gerster 1878 New York.

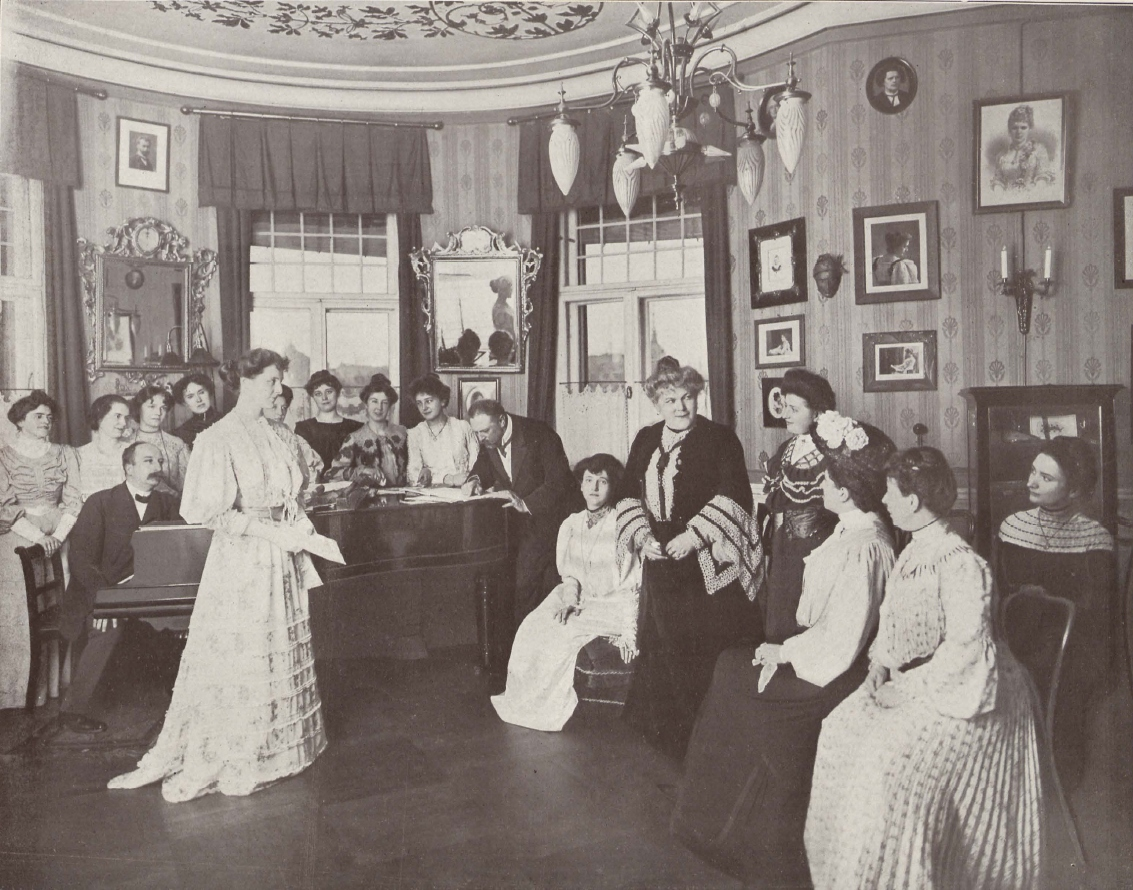
Elka Gerster im Kreis ihrer Schülerinnen in Berlin, 1905. Foto von Zander & Labisch.

Etelka Gerster, auch Elka Gerster, verheiratete Etelka Gerster-Gardini (* 25. Juni 1855 in Kaschau, Komitat Abaúj; † 20. August 1920 in Pontecchio bei Bologna, Italien) war eine ungarische Opernsängerin (Sopran).

## Leben
Etelka Gerster, Tochter eines Fabrikbesitzers, wurde vom Komponisten Michael Hebenstreit entdeckt und gefördert. Sie war Schülerin von Mathilde Marchesi und debütierte 1876 in Venedig als 'Gilda' in Rigoletto. Nächste Stationen ihrer Karriere waren London (1877) und New York (1878). Sie galt als Rivalin der Opernsängerin Adelina Patti. Belegt sind Auftritte in Philadelphia in den Jahren 1879 und 1881 bis 1884. Auf der USA-Tournee 1878/1879 sang sie an der Seite von Italo Campanini in Il Talismano und La traviata. Zum Abschluss der Tournee gab es in New York ein Benefizkonzert zu Gunsten der Flutopfer von Szegedin/Ungarn, Gersters Heimat.
Möglicherweise hat sie um das Jahr 1889 infolge der Geburt ihrer Tochter Berthe ihre Gesangsstimme verloren. Von 1896 bis 1917 unterrichtete sie Gesang in Berlin ('Gerster-Methode').
Elka Gerster, die 1877 den Impresario Gardini heiratete, war Mutter von zwei Töchtern: Elca sowie Berthe.

## Schülerinnen
- Lotte Lehmann, deutsch-amerikanische Opernsängerin
- Julia Culp, die 'holländische Nachtigall'.
- Fanny Opfer, deutsche Lieder- und Oratoriensängerin
- Ilona Durigo, ungarische Altistin
- Clara Butt, britische Altistin
- Susanne Dessoir, deutsche Lied- und Oratoriensängerin
- Birgit Engell, dänische Sopranistin
- Mary Hagen, deutsche Sopranistin
- Lula Mysz-Gmeiner, deutsche Liedinterpretin
- Signe Rappe, schwedische Sopranistin
- Elisabeth Ohlhoff, deutsche Opernsängerin
- Therese Behr-Schnabel, deutsche Opern- und Liedsängerin
- Ella Gmeiner, Mezzosopran
- Else Knepel,
- Elise Kühne, Sopran
- Agnes Leydhecker, deutsche Altistin
- Jenny Dufau, Sopran
- Magda von Dulong, Mezzosopran